# Neuville-sur-Ailette
 Neuville-sur-Ailette  là một xã ở tỉnh Aisne, vùng Hauts-de-France thuộc miền bắc nước Pháp.